# Radełko introligatorskie

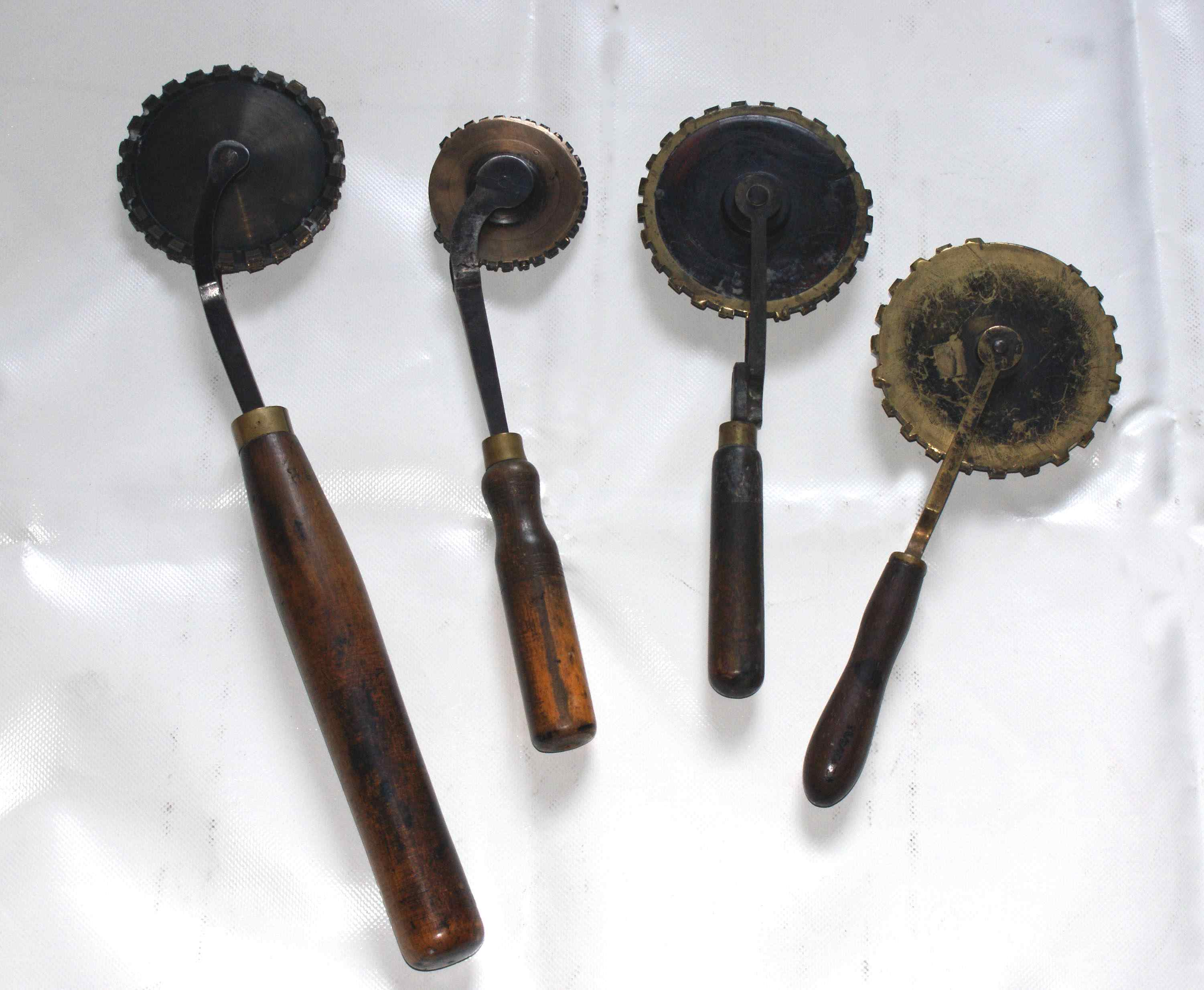
Radełka o drewnianych rękojeściach

Radełko introligatorskie - ręczne narzędzie do tłoczenia okładzin, w formie walca z wygrawerowanym na płaszczyźnie koła rysunkiem ozdobnym, motywami roślinnymi, figuralnymi itd. Najlepsze rozwiązanie do zdobnictwa opraw skórzanych.